# Cephalotaxus filiformis
Cephalotaxus filiformis là một loài thực vật hạt trần trong họ Taxaceae. Loài này được Knight ex Gord. mô tả khoa học đầu tiên năm 1858.